# Myosotis michaelae
Myosotis michaelae är en strävbladig växtart som beskrevs av J. Stepánková. Myosotis michaelae ingår i släktet förgätmigejer, och familjen strävbladiga växter. Inga underarter finns listade i Catalogue of Life.